# Enriqueta Batllem i Barceló
Enriqueta Batllem i Barceló (Palafrugell, 17 de novembre de 1925 - 15 de juliol de 2008) fou una cantant i actriu catalana, filla de Joan Batllem Nonell i Lola Barceló Damont. L'any 1943 es va casar amb Venanci Estanyol Poch, i va tenir dues filles, Nuri Estanyol Batllem i Dolors Estanyol Batllem.

## Infantesa
Enriqueta Batllem nasqué al carrer el Cementiri, en una família que es dedicava a vendre carbó. Posteriorment van abandonar el negoci a causa dels problemes de salut que comportava i van adquirir un solar al carrer Torres Jonama, on van construir i regentar la taverna i fonda coneguda com a can Batllem. Va ser en aquest negoci familiar on va començar a cantar. Més tard, ja de més gran, va començar a cantar a les Carmelites (Col·legi Vedruna de Palafrugell), posteriorment al cor de l'església de Sant Martí de Palafrugell.

## Joventut
Amb 16 anys, Enriqueta Batllem es va iniciar en el món del teatre. Entre 1941 i 1943 va formar part del Grup de Teatre del Casal Popular de la vila, interpretant obres com La Santa Virreina, La nobleza del trabajo, i Las travesuras de Juana. En aquella època aquest grup de teatre no acceptava la barreja de sexes, i per tant, en alguns casos, com el de La Santa Virreina, només podien interpretar fragments de l'obra. Posteriorment va passar a formar part del grup de teatre Mercantil, també anomenat "Educación y Descanso". Amb aquesta companyia va estrenar Los vejestorios, sent la més jove amb només dinou anys. L'any 1945 va participar en Horizonte Azul, amb Manel Bisbe.

## Maduresa
La cantant i actriu palafrugellenca va tornar al seu poble i al teatre l'any 1962, participant en l'obra La casa de los milagros. A partir d'aquest moment s'incorporà al Patronat de l'Escola d'Arts i Oficis on participà en les obres Decíais, mi Lord? de Manel Bisbe, La dama del alba d'Alejandro Casona, Tenorio i Gente Bien. Entre el 1965 i el 1970 va participar en diverses obres radiofòniques de "La Voz de la Costa Brava", l'emissora de ràdio de Palamós. Entre aquestes obres hi trobem El pati blau, Anna Christie i La ferida lluminosa. També va intervenir a dos pel·lícules amateurs de la vila, El camarada i La culpa fue de la manzana. L'any 1979 va entrar a formar part de la Coral Mestre Sirés de Palafrugell i va esdevenir membre fundador. L'última obra de teatre en què va participar la ser Taules separades de Terence Rattigan, l'any 1992.

## Participació cultural a Palafrugell
Enriqueta Batllem va esdevenir un personatge públic de la vila de Palafrugell, participant activament a moltes activitats culturals que el poble oferia. L'any 1982 participà en un homenatge a Josep Martí i Clarà (Bepes) a Palafrugell. El 1992 participà en un concert en record de la poetessa Narcisa Oliver. L'any 2000 va participar en un homenatge a Joan Oliver del programa de ràdio El Racó Poètic. L'any 2005 participà en un homenatge del mateix programa radiofònic a Ricard Viladesau. L'any 2005 rebé un homenatge de la Coral Mestre Sirés durant el tradicional Concert de Nadal a l'església de Sant Martí de Palafrugell, amb motiu de la seva "jubilació". L'any 2006 la cantant i actriu rebé el Premi Peix Fregit que atorga la vila de Palafrugell als ciutadans més destacats de la vila